# John Bertos
John Bertos (Grecia, ...) è un allenatore di calcio statunitense.

## Carriera
Giunto negli Stati Uniti d'America dalla Grecia nel 1956, giocò come portiere con vari club dilettantistici del Massachusetts.
Nel 1965 fu tra il fondatore del Boston Astros, all'epoca Lowell Astros, di cui divenne allenatore, guidandoli sino al 1975 nell'American Soccer League. Con gli Astros fu finalista perdente contro i New York Greeks nell'edizione 1971, aggiudicandosi però il titolo nel 1975, ad ex aequo con la compagine di New York, ridenominata Apollo.  Si aggiudicò il titolo di allenatore dell'anno nella ASL nelle edizioni 1972 e 1973.
Chiusa l'esperienza Astros Bertos sostituì l'austriaco Hubert Vogelsinger alla guida della franchigia NASL dei Boston Minutemen, di cui divenne anche General Manager, durante la stagione 1976, non riuscendo però a far cambiare rotta alla squadra che concluse al quinto ed ultimo posto della Northern Division.
L'anno seguente torna ad allenare nell'ASL, guidando i N.E. Oceaneers, con cui ottenne nella stagione 1977 il quarto posto nella Eastern Division.
Ha inoltre allenato le rappresentative calcistiche della Lowell High School e dell'Hellenic College Holy Cross Greek Orthodox School of Theology, sempre nel Massachusetts. Il nipote Harrison è divenuto anch'egli calciatore professionista.

## Palmarès

### Allenatore
- American Soccer League: 1

Boston Astros: 1975 (ex aequo con New York Apollo)